# Saint-Louis Agglomération
Saint-Louis Agglomération (SLA) est une communauté d'agglomération française, située dans la collectivité européenne d'Alsace. Elle fait partie du pôle métropolitain d'Alsace qui fédère les grandes intercommunalités alsaciennes.
Elle se situe à la frontière entre la France, la Suisse (Bâle) et l'Allemagne (Weil am Rhein).

## Historique
La communauté d'agglomération est créée le 1er janvier 2017 avec la fusion de la communauté d'agglomération des Trois Frontières avec les communautés de communes de la Porte du Sundgau et du Pays de Sierentz,. La création de la nouvelle structure a aussi entraîné la dissolution du pays de Saint-Louis et des Trois-Frontières, qui avait le même périmètre.

#### Établissements publics de coopération intercommunale limitrophes

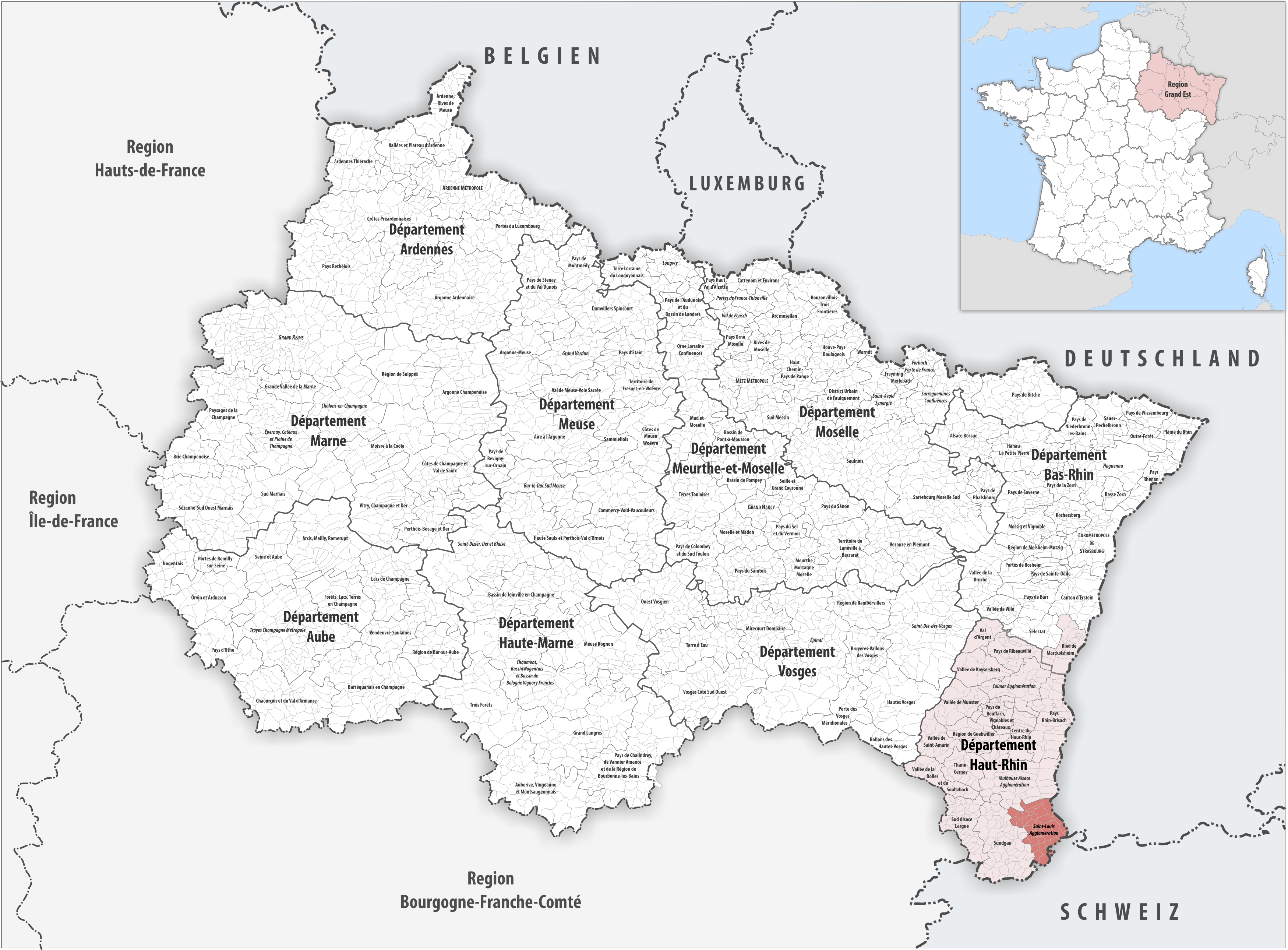
Saint-Louis Agglomération au sein du Grand Est.

## Territoire communautaire

### Composition
La communauté d'agglomération est composée des 40 communes suivantes :

| Nom                 | Code Insee | Gentilé           | Superficie (km2) | Population (dernière pop. légale) | Densité (hab./km2) |
| ------------------- | ---------- | ----------------- | ---------------- | --------------------------------- | ------------------ |
| Saint-Louis (siège) | 68297      | Ludoviciens       | 16,85            | 22 530 (2022)                     | 1 337              |
| Attenschwiller      | 68013      | Attenschwillerois | 5,11             | 978 (2022)                        | 191                |
| Bartenheim          | 68021      | Bartenheimois     | 12,86            | 4 135 (2022)                      | 322                |
| Blotzheim           | 68042      | Blotzheimois      | 14,6             | 5 077 (2022)                      | 348                |
| Brinckheim          | 68054      | Brinckheimois     | 3,41             | 408 (2022)                        | 120                |
| Buschwiller         | 68061      | Buschwillerois    | 4,16             | 1 053 (2022)                      | 253                |
| Folgensbourg        | 68094      | Folgensbourgeois  | 6,72             | 902 (2022)                        | 134                |
| Geispitzen          | 68103      | Geispitzenois     | 6,02             | 512 (2022)                        | 85                 |
| Hagenthal-le-Bas    | 68120      | Hagenthalois      | 6,2              | 1 371 (2022)                      | 221                |
| Hagenthal-le-Haut   | 68121      |                   | 4,92             | 745 (2022)                        | 151                |
| Hégenheim           | 68126      | Hégenheimois      | 6,7              | 3 403 (2022)                      | 508                |
| Helfrantzkirch      | 68132      | Helfrantzkirchois | 6,23             | 733 (2022)                        | 118                |
| Hésingue            | 68135      | Hésinguois        | 9,14             | 2 902 (2022)                      | 318                |
| Huningue            | 68149      | Huninguois        | 2,86             | 7 410 (2022)                      | 2 591              |
| Kappelen            | 68160      | Kappelenois       | 5,15             | 571 (2022)                        | 111                |
| Kembs               | 68163      | Kembsois          | 16,45            | 5 694 (2022)                      | 346                |
| Knœringue           | 68168      | Knoeringuois      | 4,68             | 376 (2022)                        | 80                 |
| Kœtzingue           | 68170      | Kœtzinguois       | 5,14             | 583 (2022)                        | 113                |
| Landser             | 68174      |                   | 3,04             | 1 638 (2022)                      | 539                |
| Leymen              | 68182      | Leymenois         | 11,64            | 1 263 (2022)                      | 109                |
| Liebenswiller       | 68183      | Liebenswillerois  | 3,87             | 183 (2022)                        | 47                 |
| Magstatt-le-Bas     | 68197      | Magstattois       | 3,35             | 516 (2022)                        | 154                |
| Magstatt-le-Haut    | 68198      |                   | 3,91             | 307 (2022)                        | 79                 |
| Michelbach-le-Bas   | 68207      |                   | 4,94             | 709 (2022)                        | 144                |
| Michelbach-le-Haut  | 68208      |                   | 7,38             | 621 (2022)                        | 84                 |
| Neuwiller           | 68232      | Neuwillerois      | 3,72             | 520 (2022)                        | 140                |
| Ranspach-le-Bas     | 68263      |                   | 4,43             | 632 (2022)                        | 143                |
| Ranspach-le-Haut    | 68264      |                   | 4,39             | 626 (2022)                        | 143                |
| Rantzwiller         | 68265      | Rantzwillerois    | 5,47             | 801 (2022)                        | 146                |
| Rosenau             | 68286      | Rosenauviens      | 6,47             | 2 388 (2022)                      | 369                |
| Schlierbach         | 68301      | Schlierbachois    | 11,8             | 1 290 (2022)                      | 109                |
| Sierentz            | 68309      | Sierentzois       | 13,22            | 4 296 (2022)                      | 325                |
| Steinbrunn-le-Haut  | 68324      |                   | 9,21             | 670 (2022)                        | 73                 |
| Stetten             | 68327      |                   | 4,32             | 336 (2022)                        | 78                 |
| Uffheim             | 68341      | Uffheimois        | 4,36             | 1 091 (2022)                      | 250                |
| Village-Neuf        | 68349      | Villageneuvois    | 6,83             | 4 617 (2022)                      | 676                |
| Wahlbach            | 68353      | Wahlbachois       | 6,41             | 495 (2022)                        | 77                 |
| Waltenheim          | 68357      | Waltenheimois     | 2,32             | 512 (2022)                        | 221                |
| Wentzwiller         | 68362      | Wentzwillerois    | 4,71             | 781 (2022)                        | 166                |
| Zaessingue          | 68382      | Zaessinguois      | 4,99             | 380 (2022)                        | 76                 |

### Démographie
| 1968   | 1975   | 1982   | 1990   | 1999   | 2010   | 2015   | 2021   |
| ------ | ------ | ------ | ------ | ------ | ------ | ------ | ------ |
| 46 558 | 54 601 | 57 851 | 61 123 | 65 923 | 73 554 | 77 647 | 83 448 |

## Administration

### Siège
Le siège de la communauté d'agglomération est situé à Saint-Louis.

### Les élus
Le conseil communautaire de la communauté d'agglomération se compose de 78 conseillers, représentant chacune des communes membres et élus pour une durée de six ans.
Ils sont répartis comme suit :
| Nombre de conseillers | Communes                                      |
| --------------------- | --------------------------------------------- |
| 18                    | Saint-Louis                                   |
| 6                     | Huningue                                      |
| 4                     | Blotzheim, Kembs                              |
| 3                     | Bartenheim, Hégenheim, Sierentz, Village-Neuf |
| 2                     | Hésingue, Rosenau                             |
| 1 (+1 suppléant)      | les 30 autres communes                        |

### Présidence
| Période                                  | Période                       | Identité             | Étiquette | Qualité                             |
| ---------------------------------------- | ----------------------------- | -------------------- | --------- | ----------------------------------- |
| Les données manquantes sont à compléter. |                               |                      |           |                                     |
| janvier 2017                             | février 2020                  | Alain Girny          |           | 1er adjoint au maire de Saint-Louis |
| février 2020                             | En cours (au 15 juillet 2020) | Jean-Marc Deichtmann |           | maire de Huningue                   |

### Régime fiscal et budget
Le régime fiscal de la communauté d'agglomération est la fiscalité professionnelle unique (FPU).

## Projets et réalisations

### Réalisations

#### Activités en matière de coopération transfrontalière
- Aménagement de la plate-forme du Palmrain, partenaire cofinanceur d'Infobest Palmrain (instance d'information transfrontalière)
- Construction en partenariat avec la ville de Weil am Rhein de la passerelle des Trois Pays sur le Rhin pour piétons et cyclistes entre Huningue et Weil-am-Rhein
- Membre de différentes associations à caractère transfrontalier centre de l'écologie trinationale (projet Regiobogen)
- Membre français de la « Conférence d'Agglomération » (Nachbarschaftskonferenz)
- Organisateur avec les Basler Verkehrsbetriebe d'une ligne de transport urbain Saint-Louis/Bâle
- Participation à la coopération transfrontalière dans les domaines de compétences de la Communauté d'agglomération
- Projet ETB (Eurodistrict trinational de Bâle, entre les Français, les Allemands et les Suisses)
- Regio du Haut-Rhin, Conseil de la Regio TriRhena

### Distribus
Le réseau de bus de l'agglomération se nomme Distribus et est composé de 14 lignes.

## Transports
La communauté d'agglomération est devenue autorité organisatrice de la mobilité (AOM).

### Impact énergétique et climatique

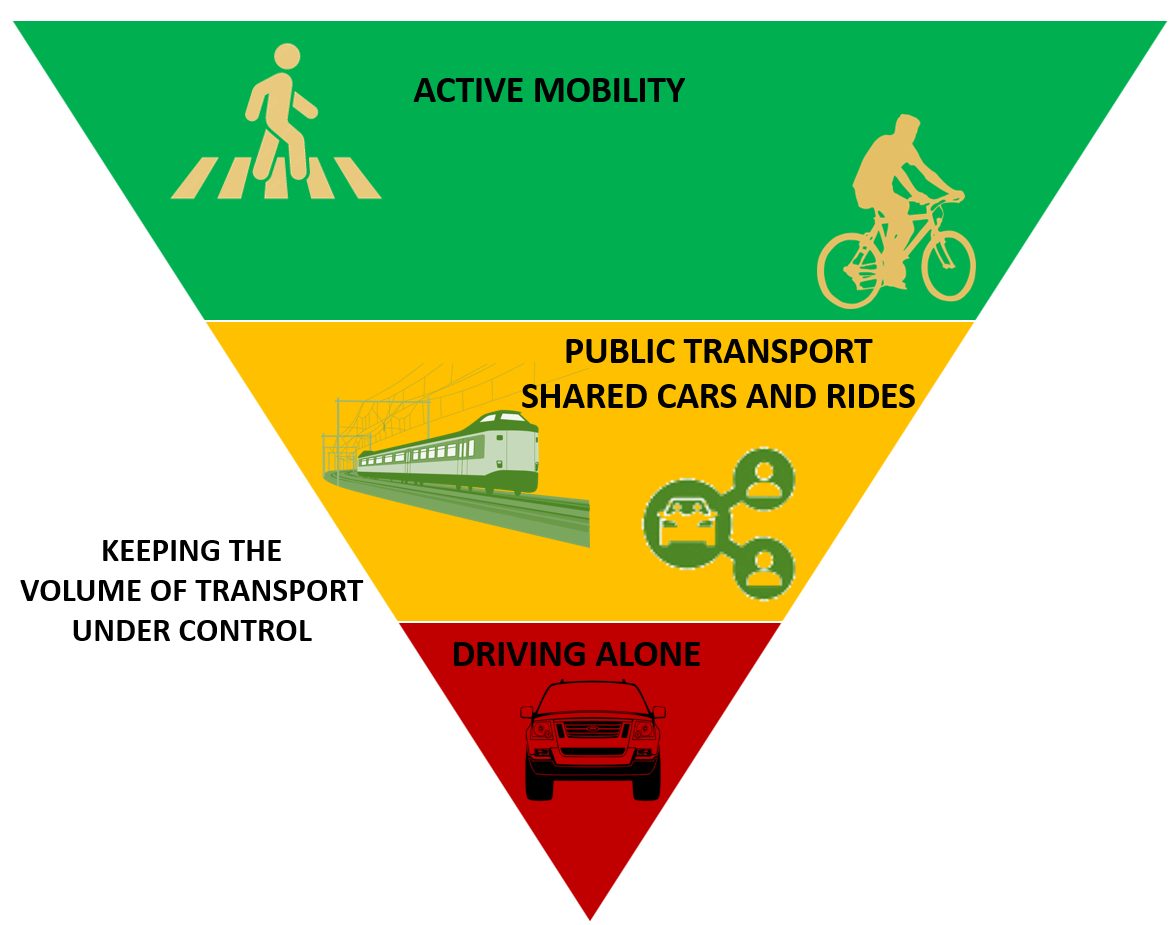
Pyramide de la mobilité, proposée par le projet européen Share North.

| -                              | Transports routiers | Autres transports |
| ------------------------------ | ------------------- | ----------------- |
| Carburant (GWh)                | 430                 | 127               |
| Électricité (GWh)              | 0                   | 9                 |
| Gaz à effet de serre (ktéqCO2) | 109                 | 9                 |

## Énergie et climat
Après Strasbourg, Haguenau constitue le deuxième îlot de chaleur le plus marqué du Bas-Rhin.
Dans le cadre du schéma régional d'aménagement, de développement durable et d'égalité des territoires (SRADDET) du Grand Est, ATMO Grand Est tient à jour les statistiques énergétiques  des établissements publics de coopération intercommunale de la collectivité européenne d'Alsace sous forme de diagramme de flux.
L'énergie finale annuelle, consommée en 2020, est exprimée en gigawatts-heures,.
| -                          | GWh   |
| -------------------------- | ----- |
| Électricité                | 514   |
| Carburants ou combustibles | 1 380 |
| Chaleur primaire           | 106   |

L'énergie produite en 2020 est également exprimée en gigawatts-heures.
| -                          | GWh |
| -------------------------- | --- |
| Électricité                | 822 |
| Carburants ou combustibles | 86  |
| Chaleur primaire           | 59  |

Les gaz à effet de serre sont exprimés en kilotonnes équivalent CO2.
| -                     | ktéqCO2 |
| --------------------- | ------- |
| Liées à l'énergie     | 302     |
| Non liées à l'énergie | 47      |